# LUM!X
Luca Michlmayr, känd professionellt som Lumix (stiliserat som LUM!X eller Lum!x), född 23 juli 2002 i Rohrbach-Berg i Österrike, är en österrikisk-italiensk discjockey och musikproducent. Han är för närvarande bosatt i Italien och är mest känd för singlarna "Monster", "The Passenger" och "Thunder". Tillsammans med den österrikiska sångaren Pia Maria representerade han Österrike i Eurovision Song Contest 2022 med låten "Halo" som inte tog sig vidare till finalen.

## Diskografi
- "Elemet" (2017)
- "Bounce United (700K)" (2018)
- "Bounce United (1 Million)" (2018)
- "Underground" (2018)
- "Jägermeister" (2019)
- "Waiting for Me" (2019)
- "Monster" (2019)
- "The Passenger (LaLaLa)" (2020)
- "Scare Me" (2020)
- "Major Tom" (2021)
- "Annie Are You Ok" (2021)
- "Secrets" (2021)
- "Thunder" (2021)
- "Champion (Summer 2021 LEC Playoffs Anthem)" (2021)
- "Trick or Treat" (2021)
- "Low" (2021)
- "Halo" (2022)
- "We Could Be Together" (2022)
- "Where Do We Go" (2022)
- "Forget You" (2023)
- "Take Me Higher" (2023)
- "Electric Love" (2023)
- "Burn" (2023)
- "Troublemaker" (2024)

## Priser och utmärkelser
| År   | Pris                          | Kategori             | Resultat  | Ref   |
| ---- | ----------------------------- | -------------------- | --------- | ----- |
| 2023 | Amadeus Austrian Music Awards | Song of the Year     | Vann      | [ 5 ] |
| 2023 | Amadeus Austrian Music Awards | Electronic/Dance     | Vann      | [ 5 ] |
| 2021 | Amadeus Austrian Music Awards | Electronic/Dance     | Nominerad |       |
| 2020 | French Fun Radio DJ Awards    | Meilleure révélation | Vann      | [ 6 ] |